# Di chuyển ở động vật

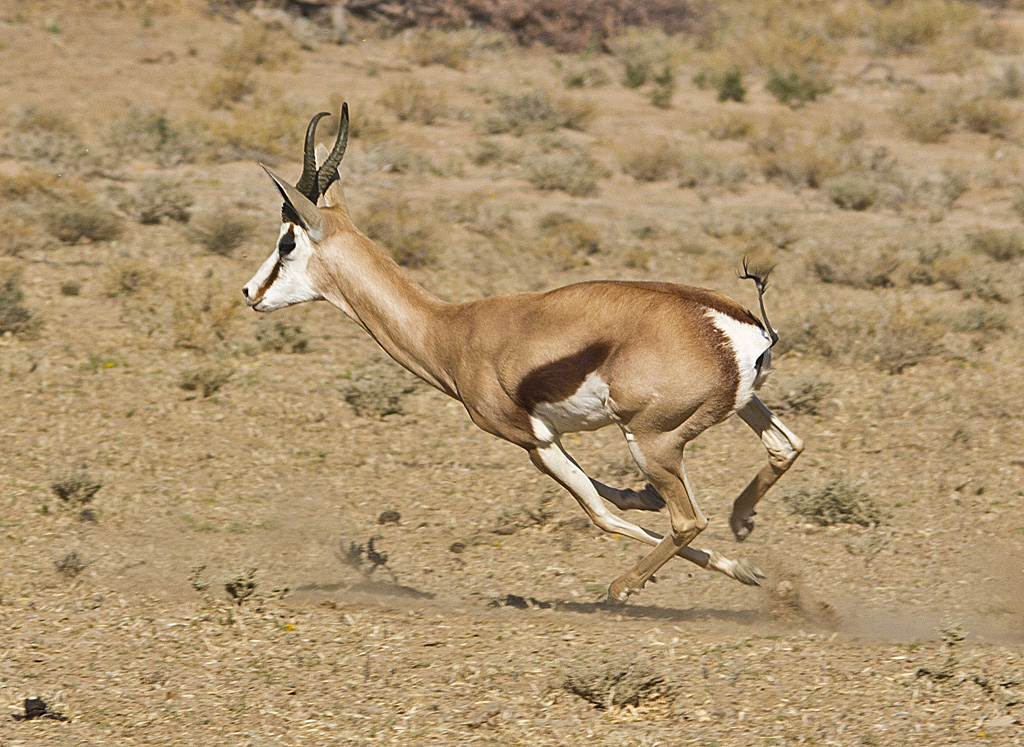
Một con linh dương đang chạy nước rút

Sự di chuyển ở động vật (Animal locomotion) là bất kỳ phương pháp nào mà động vật sử dụng để di chuyển từ nơi này sang nơi khác. Hầu hết động vật có khả năng di chuyển một cách tự nhiên và độc lập, đây chính là điểm đặc trưng của động vật với tính cách là một sinh vật sống. Một số chế độ vận động (ban đầu) là tự hành (tự mình di chuyển), ví dụ: đi, chạy, nhảy, bay, bơi, lội, lặn, leo trèo, độn thổ. Ngoài ra còn có nhiều loài động vật còn phụ thuộc vào môi trường của chúng để vận chuyển, một loại di động được gọi là di chuyển thụ động, như một số loài sứa phải dựa vào dòng nước, hoặc quá giang nhờ các động vật khác (phoresis).
Động vật di chuyển vì nhiều lý do, chẳng hạn như để tìm thức ăn, bạn tình, môi trường sống phù hợp hoặc để trốn thoát kẻ săn mồi. Đối với nhiều loài động vật, khả năng di chuyển là điều cần thiết cho sự sống còn và kết quả là chọn lọc tự nhiên đã định hình các phương pháp và cơ chế vận động được sử dụng bởi các sinh vật biết di chuyển. Ví dụ, động vật di cư di chuyển khoảng cách lớn (như chim nhạn Bắc Cực) thường có cơ chế vận động tốn rất ít năng lượng trên mỗi đơn vị khoảng cách, trong khi động vật không di cư phải thường xuyên di chuyển nhanh để thoát khỏi kẻ săn mồi. Các cấu trúc giải phẫu mà động vật sử dụng để di chuyển, bao gồm lông mao, chân (tứ chi), cánh, chi trước, chi sau, vây hoặc đuôi đôi khi được gọi là cơ quan vận động hoặc cấu trúc di chuyển (di chuyển bằng toàn thân, di chuyển bằng đầu).

## Phương thức

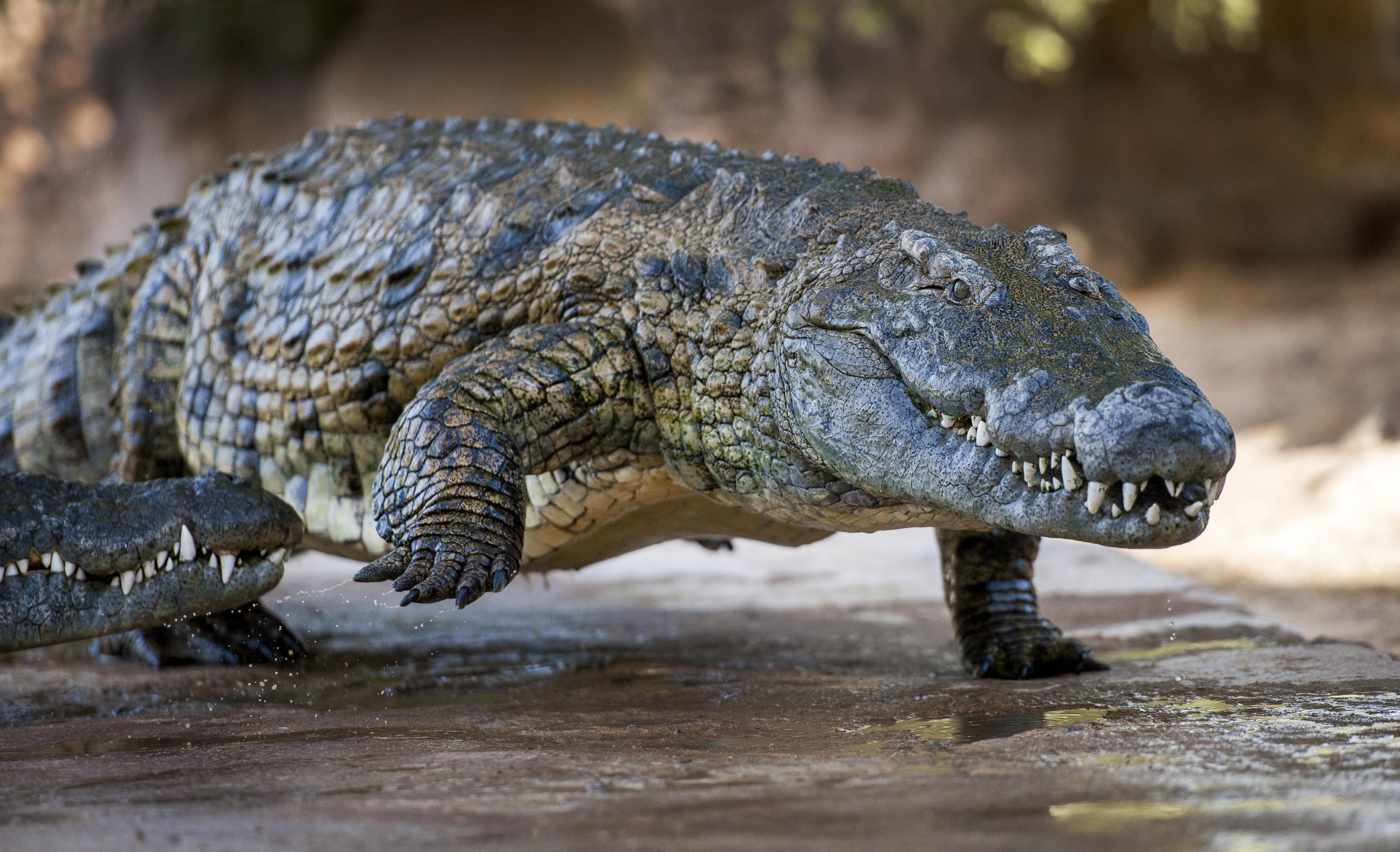
Một con cá sấu đang chạy, chúng là loài có thể di chuyển trên cạn và dưới nước

Động vật di chuyển trên bốn loại môi trường cơ bản: đường thủy (di chuyển bên trong, bên dưới mặt nước hoặc di chuyển trên mặt nước), trên cạn (trên mặt đất hoặc trên bề mặt giá thể khác, bao gồm cả động vật sống trên cây hoặc leo cây hoặc chuyền cành), độn thổ (động vật đào hang để di chuyển dưới lòng đất) và bay lượn trên không trung (trên không). Nhiều loài động vật, ví dụ như động vật bán thủy sinh và chim lặn thường xuyên di chuyển qua nhiều loại môi trường. Trong một số trường hợp, bề mặt chúng di chuyển tạo điều kiện cho phương pháp vận động của chúng.

### Dưới nước
Di chuyển dưới đáy (Benthic) là sự di chuyển của động vật sống trên, trong hoặc gần đáy của môi trường nước. Ở biển, nhiều động vật đi bộ dưới đáy biển. Các loài Echinoderms chủ yếu sử dụng chân ống để di chuyển, bàn chân ống thường có đầu hình dạng giống như một miếng giác hút có thể tạo chân không thông qua sự co rút của cơ bắp, cùng với một số chất dính từ sự tiết chất nhầy, tạo thêm độ bám dính, chúng co chân và thư giãn di chuyển dọc theo bề mặt bám dính và con vật di chuyển chậm dọc theo giá thể. Một số loài nhím biển cũng sử dụng gai của chúng để vận động dưới đáy bề mặt.
Cua thường đi ngang (một hành vi khiến ta hay gọi nó là "ngang như cua") do khớp nối của chân, làm cho một dáng đi chúng trở nên hiệu quả hơn. Tuy nhiên, một số loài cua lại đi về phía trước hoặc phía sau, bao gồm cả Libinia emarginata, Mictyris platychele. Một số loài cua, đáng chú ý là các loài thuộc họ Portunidae và Matutidae, cũng có khả năng bơi. Loài Nannosquilla decemspinosa có thể trốn thoát bằng cách lăn tròn mình giống như một bánh xe tự hành và lộn nhào về phía sau với tốc độ 72 vòng/phút.

### Trên cạn

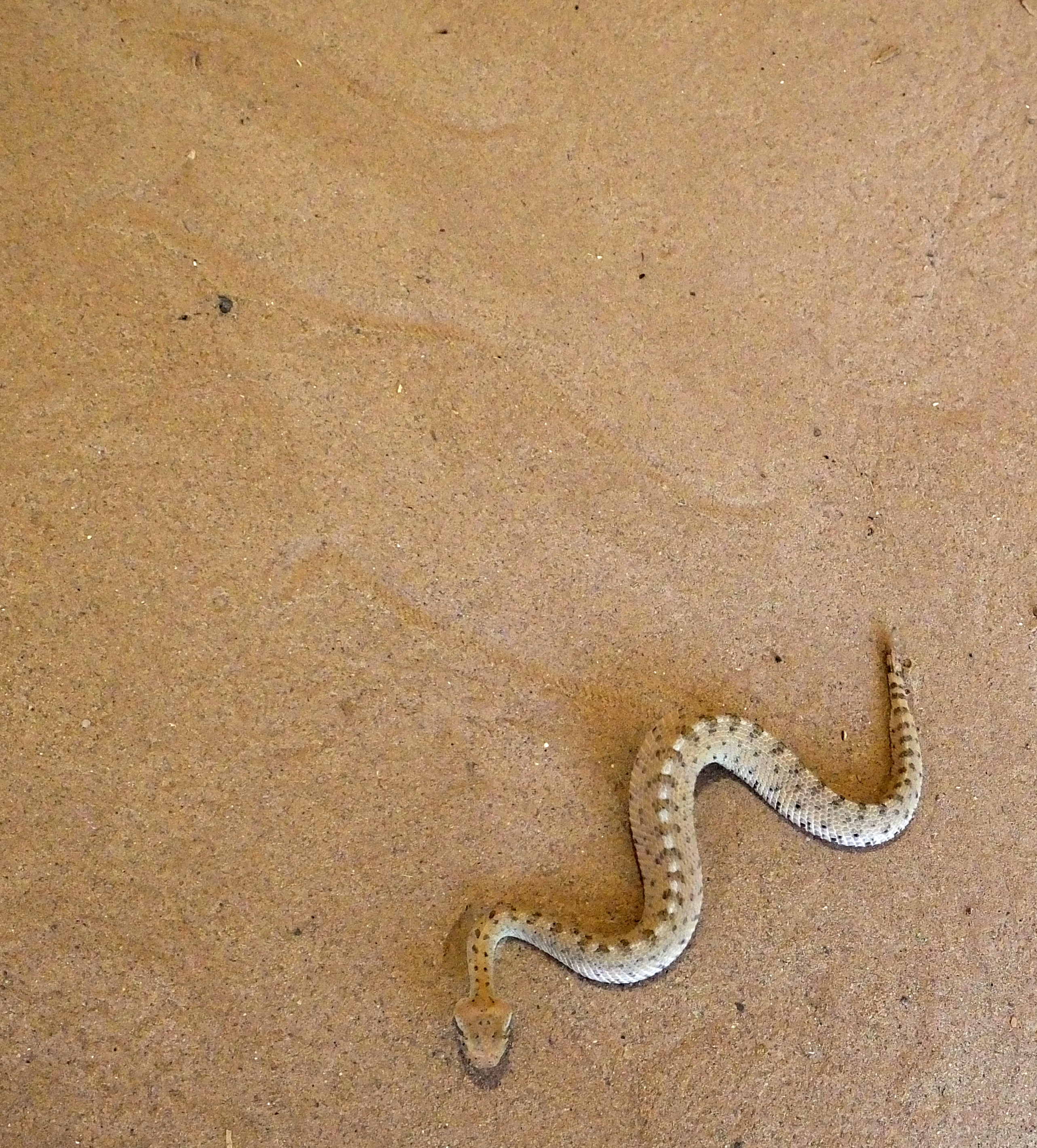
Di chuyển kiểu rắn

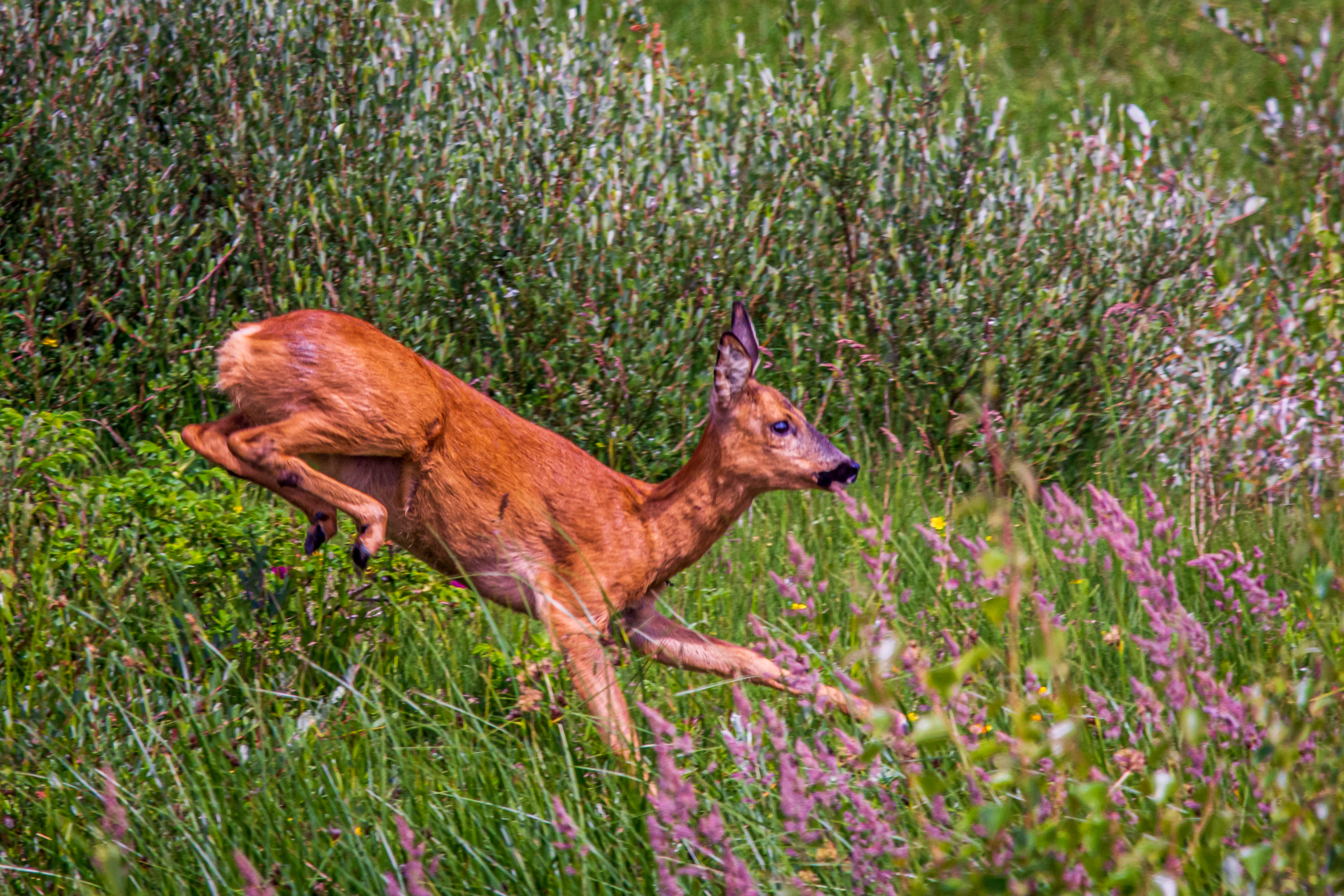
Một con hoẵng châu Âu đang di chuyển bằng kiểu bật chạy

Các hình thức vận động trên đất liền bao gồm đi bộ, chạy, nhảy hoặc bật nhảy, kéo và bò hoặc trượt, trườn. Ở đây ma sát và độ nổi không còn là vấn đề nữa như ở dưới nước, nhưng một khung xương và cơ bắp mạnh mẽ được yêu cầu ở hầu hết các động vật trên cạn để hỗ trợ cấu trúc cơ thể phục vụ cho di chuyển trong môi trường trọng lực trái đất. Mỗi bước cũng cần nhiều năng lượng để thắng lực quán tính và động vật có thể trữ năng lượng tiềm năng đàn hồi trong gân để giúp khắc phục điều này. Sự cân bằng cũng được yêu cầu cho việc di chuyển trên đất liền.
Ở loài người, những đứa trẻ sơ sinh học cách bò trước khi chúng có thể tập tễnh để đứng bằng hai chân, đòi hỏi sự phối hợp tốt cũng như phát triển thể chất cảm nhận về sự thăng bằng, sự thăng bằng trong di chuyển ở con người là rất quan trọng, điển hình như việc đi xe đạp, nhiều người bị rối loạn tiền hình gây mất thăng bằng phương vị có thể là một nguy cơ gặp tai nạn khi di chuyển. Con người là động vật hai chân, đứng bằng hai chân và giữ một chân trên mặt đất mọi lúc trong khi đi bộ. Khi chạy, chỉ có một chân ở trên mặt đất tại bất kỳ thời điểm nào, và cả hai đều rời khỏi mặt đất trong thời gian ngắn. Ở tốc độ cao hơn, động lượng giúp giữ cho cơ thể thẳng đứng, do đó có thể sử dụng nhiều năng lượng hơn trong chuyển động.
Một số động vật di chuyển qua các dạng vật chất rắn (độn thổ, xuyên thấu) như đất bằng cách đào hang thông qua việc sử dụng nhu động, như giun đất, hoặc các phương pháp khác. Trong các dạng vật chất rắn rời rạc như cát, một số loài động vật, như ruồi vàng, ruồi đất có thể di chuyển nhanh hơn, bằng cách giống như 'bơi' xuyên qua vật chất nền rời trên các đống cát ở sa mạc. Động vật đào hang thường là sóc đất, chuột chũi, dế trũi. Di chuyển thụ động ở động vật là một loại di động trong đó động vật phụ thuộc vào môi trường của chúng để vận chuyển cơ thể của chính mình.
Di chuyển trên cây (Arboreal) là sự di chuyển của động vật có môi trường sống trên cây. Một số động vật đôi khi chỉ có thể sống ở trên cây, trong khi những động vật khác là chuyên biệt. Những môi trường sống này đặt ra nhiều thách thức cơ học đối với động vật di chuyển qua chúng, dẫn đến một loạt các thay đổi về mặt giải phẫu, hành vi và sinh thái cũng như các biến thể ở các loài khác nhau. Hơn nữa, nhiều nguyên tắc tương tự có thể được áp dụng cho việc leo trèo mà không có cây, chẳng hạn như trên các đống đá hoặc núi. Loại Tetrapod được biết đến sớm nhất với các chuyên ngành thích nghi với việc trèo cây, là Suminia khoảng 260 triệu năm trước. Một số động vật không xương sống được sinh sống chuyên biệt trong môi trường sống, ví dụ, ốc cây.
Di chuyển chuyền cành (Brachiation), là một hình thức vận động trên cây trong đó linh trưởng di chuyển từ chi cây sang chi cây bằng cách chỉ sử dụng cánh tay của chúng. Trong quá trình điều trị, cơ thể được hỗ trợ luân phiên dưới mỗi chân trước. Đây là phương tiện vận động chính cho các loài vượn cỡ nhỏ và vượn mực của Đông Nam Á. Một số loài khỉ ở Tân Thế giới như khỉ nhện và khỉ Muriquis là nữa chuyền cành ("semibrachiators") và di chuyển qua các cây với sự kết hợp của nhảy và lách. Một số loài trong họ khỉ Tân Thế giới cũng thực hành các hành vi nghi ngờ bằng cách sử dụng đuôi tiền sử của chúng, hoạt động như một bàn tay nắm bắt thứ năm.